# Districtul Gnjilane
Districtul Gnjilane sau Districtul Gjilan (albaneză Komuna e Gjilanit sârbă Гњилански oкруг, cu alfabetul latin: Gnjilanski okrug) este unul din cele șapte districte din Kosovo, cu sediul în orașul Gnjilane.

## Municipii
- Gnjilane
- Kosovska Kamenița
- Vitina

## Grupurile etnice
În 1991, toate municipiile din district aveau o populație majoritară albaneză: Gnjilane (76.54%), Kosovska Kamenița (73.05%), Vitina (78.68%).